# Jessica Lichtenberg
Jessica Lichtenberg (* 25. Juni 1981 als Jessica Schmitz) ist eine ehemalige deutsche Voltigiererin, Voltigierausbilderin und Longenführerin.

## Werdegang
Lichtenberg stammt aus dem Rheinland. Von  Kindheit an begeisterte sie sich für Pferde und den Reitsport in Gestalt des Voltigierens. Im Alter von sechs Jahren wurde sie Mitglied des RSV Neuss-Grimlingshausen und trat dem Team Neuss bei, in dem sie als Voltigiererin begann.

## Sportliche Leistungen
Jessica Lichtenberg, die das Voltigieren im Einzel wie im Doppel ausübte, wurde  mehrfach Deutscher Meister, Europameister und Weltmeister. 1992 im Alter von zehn Jahren wurde sie Weltmeister. In den Jahren 1994 und 1996 wurde sie Vizeweltmeister, bis sie im Jahre 2000 Trainerin des Teams Neuss wurde. Unter ihrer Leitung und mit ihr als Longenführerin wurde das Team Neuss Deutscher Meister in den Jahren 2006 und 2015, Europameister 2011, 2013 und 2015 und Weltmeister 2006. Im Alter von 36 Jahren wurde sie 2017 von der Deutschen Reiterlichen Vereinigung mit der Auszeichnung „Voltigiermeisterin“ geehrt.
Für ihre Leistungen erhielt sie am 29. August 2017 vom Bundespräsidenten das Silberne Lorbeerblatt.